# Frederikke Thøgersen
Frederikke Skjødt Thøgersen (født 24. juli 1995) er en dansk fodboldspiller, der spiller for Inter Milan i Serie A og Danmarks kvindefodboldlandshold. Hun boede i en periode i Århus, hvor hun studerede statskundskab ved Aarhus Universitet. Hun skrev i sommeren 2019 kontrakt med italienske Fiorentina.
I januar 2023 skiftede hun tilbage til italiensk fodbold for Inter Milan, efter en enkelt sæson i svenske FC Rosengård.

## Landsholdskarriere
Hun var en del af landsholdets trup til Algarve Cup i 2016 og 2017. Hun fik sin debut på A-landsholdet i et 2-0 nederlag mod Sverige den 5. marts 2014 ved Algarve Cup, da hun blev skiftet ind og spillede de sidste 16 minutter af kampen.

## Hæder

### Klub
Fortuna Hjørring
- Elitedivisionen: Vinder 2014, 2016
- DBU's pokalturnering: Vinder 2016, 2019

### Landshold
Danmark U17
- Bronze ved U17-EM

### Individuel
- 2014 - Årets talent